# 奥利弗·阿德勒
奥利弗·阿德勒（Oliver Adler，1967年10月14日—）是一名退役的德国足球运动员，司职守门员。 
2006年，他在德國電視二台評選出的德国最佳足球运动员中排名第55。